# 全英オープン (車いすテニス)
全英オープン（英語:British Open）はイギリスで開催される車いすテニスの国際大会で、国際テニス連盟公認のNEC車いすテニスツアーに含まれるトーナメント。ブリティッシュオープンとも呼ばれる。
車いすテニスには「全英オープン」と呼ばれる主要な大会として、ノッティンガムで開催される全英オープンとウィンブルドンで開催されるウィンブルドン選手権の2つがある。全英オープンはスーパーシリーズ、ウィンブルドン選手権はグランドスラムにカテゴリされる。

## 全英オープン
1990年に始まり、1995年にスイスオープンに代わってスーパーシリーズの格付けを受ける大会となった。

### 男子シングルス
- 1995 - デビッド・ホール（オーストラリア）
- 1996 - ローラン・ジャマルティーニ（フランス）
- 1997 - リッキー・モリール（オランダ）
- 1998 - デビッド・ホール（オーストラリア）
- 1999 - デビッド・ホール（オーストラリア）
- 2000 - リッキー・モリール（オランダ）
- 2001 - デビッド・ホール（オーストラリア）
- 2002 - デビッド・ホール（オーストラリア）
- 2003 - ロビン・アマラーン（オランダ）
- 2004 - デビッド・ホール（オーストラリア）
- 2005 - デビッド・ホール（オーストラリア）
- 2006 - ロビン・アマラーン（オランダ）
- 2007 - 国枝慎吾（日本）
- 2008 - 国枝慎吾（日本）
- 2009 - 国枝慎吾（日本）
- 2010 - マイケル・シェファース（オランダ）
- 2011 - マイケル・シェファース（オランダ）
- 2012 - 国枝慎吾（日本）
- 2013 - ジョーチム・ジェラルド（ベルギー）
- 2014 - 国枝慎吾（日本）
- 2015 - ステファン・ウデ（フランス）
- 2016 - ステファン・ウデ（フランス）
- 2017 - グスタボ・フェルナンデス（アルゼンチン）

### 男子ダブルス
- 2014 - マイケル・シェファース（オランダ）＆ジョーチム・ジェラード（ベルギー）
- 2015 - アルフィー・ヒューエット（イギリス）＆ゴードン・リード（イギリス）
- 2016 - ステファン・ウデ（フランス）＆ニコラス・ピーファー（フランス）
- 2017 - ステファン・ウデ（フランス）＆ニコラス・ピーファー（フランス）

### 女子シングルス
- 1995 - モニク・カルクマン（オランダ）
- 1996 - モニク・カルクマン（オランダ）
- 1997 - シャンタル・ファンディレンドンク（オランダ）
- 1998 - ダニエラ・ディトーロ（オーストラリア）
- 1999 - ダニエラ・ディトーロ（オーストラリア）
- 2000 - ソニア・ペーテルス（オランダ）
- 2001 - エステル・フェルヘール（オランダ）
- 2002 - エステル・フェルヘール（オランダ）
- 2003 - エステル・フェルヘール（オランダ）
- 2004 - エステル・フェルヘール（オランダ）
- 2005 - エステル・フェルヘール（オランダ）
- 2006 - エステル・フェルヘール（オランダ）
- 2007 - エステル・フェルヘール（オランダ）
- 2008 - エステル・フェルヘール（オランダ）
- 2009 - エステル・フェルヘール（オランダ）
- 2010 - エステル・フェルヘール（オランダ）
- 2011 - エステル・フェルヘール（オランダ）
- 2012 - エステル・フェルヘール（オランダ）
- 2013 - ザビーネ・エラブロック（ドイツ）
- 2014 - 上地結衣（日本）
- 2015 - ジョーダン・ホワイリー（イギリス）
- 2016 - ジョーダン・ホワイリー（イギリス）
- 2017 - 上地結衣（日本）

### 女子ダブルス
- 2014 - 上地結衣（日本）＆アニーク・ファン・クート（オランダ）
- 2015 - イスケ・フリフィウン（オランダ）＆アニーク・ファン・クート（オランダ）
- 2016 - イスケ・フリフィウン（オランダ）＆アニーク・ファン・クート（オランダ）
- 2017 - ディーデ・デフロート（オランダ）＆ マジョレーン・バイス（オランダ）

### クァードシングルス
- 1995 - マーク・エクレストン（イギリス）
- 1996 - リック・ドレニー（アメリカ）
- 1997 - リック・ドレニー（アメリカ）
- 1998 - リック・ドレニー（アメリカ）
- 1999 - リック・ドレニー（アメリカ）
- 2000 - リック・ドレニー（アメリカ）
- 2001 - シュラガ・ワインバーグ（イスラエル）
- 2002 - 橘信宏（日本）
- 2003 - ピーター・ノーフォーク（イギリス）
- 2004 - バス・ファン・エルプ（オランダ）
- 2005 - ピーター・ノーフォーク（イギリス）
- 2006 - ピーター・ノーフォーク（イギリス）
- 2007 - デビッド・ワグナー（アメリカ）
- 2008 - ピーター・ノーフォーク（イギリス）
- 2009 - デビッド・ワグナー（アメリカ）
- 2010 - ユハン・アンデショーン（スウェーデン）
- 2011 - ピーター・ノーフォーク（イギリス）
- 2012 - ノーム・ガーシェニー（イスラエル）
- 2013 - ルーカス・シトール（南アフリカ）
- 2014 - ディラン・オルコット（南アフリカ）
- 2015 - ルーカス・シトール（南アフリカ）
- 2016 - ディラン・オルコット（南アフリカ）
- 2017 - デビッド・ワグナー（アメリカ）

### クァードダブルス
- 2014 - ジェミー・バーデキン（イギリス）＆デビッド・ワグナー（アメリカ）
- 2015 - ニコラス・テイラー（アメリカ）＆デビッド・ワグナー（アメリカ）
- 2016 - ブライアン・バーテン（アメリカ）＆デビッド・ワグナー（アメリカ）
- 2017 - ブライアン・バーテン（アメリカ）＆デビッド・ワグナー（アメリカ）

## ウィンブルドン選手権
2001年から2004年まで4年連続で行われたエキシビションを経て、2005年、テニスのウィンブルドン選手権に車いすテニスの男子ダブルストーナメントが創設された。NEC車いすテニスツアーにおける格付けがマスターズからグランドスラムとなった2009年には女子ダブルスも加わり、2016年には男女シングルスも加わった。

### 男子シングルス
- 2016 - ゴードン・リード（イギリス）
- 2017 - ステファン・オルソン（スウェーデン）
- 2018 - ステファン・オルソン（スウェーデン）
- 2019 - グスタボ ・フェルナンデス（アルゼンチン）
- 2022 - 国枝慎吾（日本）

### 男子ダブルス
- 2005 - ジャヤン・ミストリー（イギリス）＆ミカエル・ジェレミアス（フランス）
- 2006 - 国枝慎吾（日本）＆斎田悟司（日本）
- 2007 - ロビン・アマラーン（オランダ）＆ロナルト・ヴィンク（オランダ）
- 2008 - ロビン・アマラーン（オランダ）＆ロナルト・ヴィンク（オランダ）
- 2009 - ステファン・ウデ（フランス）＆ミカエル・ジェレミアス（フランス）
- 2010 - ロビン・アマラーン（オランダ）＆ステファン・オルソン（スウェーデン）
- 2011 - マイケル・シェファース（オランダ）＆ロナルト・ヴィンク（オランダ）
- 2012 - トム・エグベリンク（オランダ）＆ミカエル・ジェレミアス（フランス）
- 2013 - ステファン・ウデ（フランス）＆国枝慎吾（日本）
- 2014 - ステファン・ウデ（フランス）＆国枝慎吾（日本）
- 2015 - ガスタボ・フェルナンデス（アルゼンチン）＆ノコラス・ピーフェル（フランス）
- 2016 - アルフィー・ヒューエット（イギリス）＆ゴードン・リード（イギリス）
- 2017 - アルフィー・ヒューエット（イギリス）＆ゴードン・リード（イギリス）
- 2018 - アルフィー・ヒューエット（イギリス）＆ゴードン・リード（イギリス）
- 2019 - ジョーチム・ジェラード（ベルギー）＆ステファン・オルソン（スウェーデン）
- 2022 - ガスタボ・フェルナンデス（アルゼンチン）＆国枝慎吾（日本）

### 女子シングルス
- 2016 - イスケ・フリフィウン（オランダ）
- 2017 - ディーデ・デフロート（オランダ）
- 2018 - ディーデ・デフロート（オランダ）
- 2019 - アニーク・ファン・クート（オランダ）

### 女子ダブルス
- 2009 - コリー・ホーマン（オランダ）＆エステル・フェルヘール（オランダ）
- 2010 - エステル・フェルヘール（オランダ）＆シャロン・ワラベン（オランダ）
- 2011 - エステル・フェルヘール（オランダ）＆シャロン・ワラベン（オランダ）
- 2012 - イスケ・フリフィウン（オランダ）＆アニーク・ファン・クート（オランダ）
- 2013 - イスケ・フリフィウン（オランダ）＆アニーク・ファン・クート（オランダ）
- 2014 - 上地結衣（日本）＆ジョーダン・ホワイリー（イギリス）
- 2015 - 上地結衣（日本）＆ジョーダン・ホワイリー（イギリス）
- 2016 - 上地結衣（日本）＆ジョーダン・ホワイリー（イギリス）
- 2017 - 上地結衣（日本）＆ジョーダン・ホワイリー（イギリス）
- 2018 - 上地結衣（日本）＆ディーデ・デフロート（オランダ）
- 2019 - アニーク・ファン・クート（オランダ）＆ディーデ・デフロート（オランダ）
- 2021 - 上地結衣（日本）＆ジョーダン・ホワイリー（イギリス）
- 2022 - 上地結衣（日本）＆ダナ・マシューソン（アメリカ）

### クァードシングルス
- 2019 - ディラン・オルコット（オーストラリア）

### クァードダブルス
- 2019 - ディラン・オルコット（オーストラリア）＆アンドリュー・ラフォーネ（イギリス）